# Liste der Flüsse in Südtirol
Die Liste der Flüsse in Südtirol bietet einen Überblick über die größten Fließgewässer des Landes. Die gerundeten Angaben der Länge entsprechen jenen des amtlichen Geoinformationssystems Geobrowser und beziehen sich allein auf die durchflossene Strecke innerhalb Südtirols.
| Namen              | deutsche Alternativnamen               | italienische Namen            | ladinische Namen  | Länge (km) |
| ------------------ | -------------------------------------- | ----------------------------- | ----------------- | ---------- |
| Afinger Bach       |                                        | rio d’Avigna                  |                   | 11         |
| Ahr                | Ahrn, Ahrnbach                         | Aurino                        |                   | 52         |
| Antholzer Bach     |                                        | rio Anterselva                |                   | 19         |
| Aschler Bach       | Plattenbach, Gargazoner Bach           | rio Eschio                    |                   | 9          |
| Brantenbach        | Brandenbach                            | rio Vallarsa                  |                   | 15         |
| Drau               |                                        | Drava                         |                   | 11         |
| Durnholzer Bach    |                                        | rio Valdurna                  |                   | 12         |
| Eggentaler Bach    | Kardauner Bach                         | Ega                           |                   | 13         |
| Eisack             |                                        | Isarco                        | Isarch            | 100        |
| Emmerbach          |                                        | rio d’Auna                    |                   | 9          |
| Etsch              |                                        | Adige                         | Adesc             | 138        |
| Falschauer         | Valschauer                             | Valsura                       |                   | 38         |
| Flaggerbach        |                                        | rio Vallaga                   |                   | 11         |
| Finelebach         | Spronser Bach                          | rio Sopranes                  |                   | 9          |
| Fischleinbach      |                                        | rio Fiscalina                 |                   | 10         |
| Furkelbach         |                                        | rio Furcia                    |                   | 9          |
| Gader              |                                        | Gadera                        | Ghaidra, Gran Ega | 33         |
| Grödner Bach       | Dirsching                              | rio Gardena                   | Derjon            | 25         |
| Gsieser Bach       | Pidigbach                              | rio Casies                    |                   | 23         |
| Ixenbach           |                                        | Rio Ixen, Rio Campo di Dentro |                   | 10         |
| Karlinbach         |                                        | rio Carlino                   |                   | 17         |
| Kirchbach          |                                        |                               |                   | 10         |
| Kirchbergbach      |                                        |                               |                   | 8          |
| Kolberbach         | Erlbach                                | Rio Colba                     |                   | 3          |
| Laaser Bach        |                                        | rio Lasa                      |                   | 9          |
| Lasanke            | Lasankenbach, Lüsner Bach              | rio Luson                     |                   | 19         |
| Leiferer Graben    | Leiferergraben                         | Fossa di Laives               |                   | 7          |
| Metzbach           | Schlinigbach, Schliniger Bach          | rio di Slingia                |                   | 12         |
| Mühlbach           |                                        | rio dei Molini                |                   | 11         |
| Mühlwalder Bach    | Nevesbach                              | rio Selva dei Molini          |                   | 19         |
| Naifbach           |                                        | rio di Nova                   |                   | 11         |
| Passer             |                                        | Passirio                      |                   | 35         |
| Pfelderer Bach     |                                        | rio di Plan                   |                   | 11         |
| Pfitscher Bach     |                                        | rio di Vizze                  |                   | 22         |
| Pflerscher Bach    | Pflerer Bach                           | rio Fleres                    |                   | 13         |
| Pfossenbach        |                                        | rio di Fosse                  |                   | 13         |
| Pfunderer Bach     | Pfundersbach                           | rio di Fundres                |                   | 19         |
| Plima              |                                        | rio Plima                     |                   | 25         |
| Pragser Bach       |                                        | rio Braies                    |                   | 9          |
| Prissianer Bach    |                                        | rio di Prissiano              |                   | 8          |
| Punibach           | Puni, Planeiltalbach                   | rio Puni                      |                   | 26         |
| Rambach            |                                        | Ram                           | Rom               | 9          |
| Ratschinger Bach   | Ratschingser Bach                      | Rio di Racines                |                   | 15         |
| Reinbach           | Reiner Bach                            | rio di Riva                   |                   | 13         |
| Ridnauner Bach     | Ridnaunbach, Mareiter Bach, Fernerbach | rio Ridanna                   |                   | 16         |
| Rienz              |                                        | Rienza                        |                   | 84         |
| Sadebach           | Sade, Aferer Bach                      | rio di Eores                  |                   | 14         |
| Saldurbach         |                                        | rio Saldura                   |                   | 22         |
| Schalderer Bach    | Vernagge, Vernaggenbach                | rio Scaleres                  |                   | 9          |
| Schlandraunbach    |                                        | rio di Silandro               |                   | 15         |
| Schnalser Bach     |                                        | rio Senales                   |                   | 28         |
| Schwarzenbach      | Aurer Bach                             | rio Nero                      |                   | 16         |
| Schwarzgriesbach   | Seiser Bach                            | rio Nero                      |                   | 13         |
| Sextner Bach       | Sextener Bach, Sextenbach              | rio di Sesto                  |                   | 16         |
| Sinichbach         |                                        | rio Sinigo                    |                   | 14         |
| Stollabach         |                                        | rio Stolla                    |                   | 12         |
| Suldenbach         | Suldner Bach                           | rio Solda                     |                   | 22         |
| Talfer             |                                        | Talvera                       |                   | 43         |
| Tierser Bach       | Breibach, Breienbach                   | rio di Tires, rio di Bria     |                   | 16         |
| Timmlser Bach      |                                        |                               |                   | 8          |
| Tinnebach          |                                        | rio Tina                      |                   | 13         |
| Trafoier Bach      | Trafoibach                             | rio Trafoi                    |                   | 11         |
| Trudner Bach       |                                        | rio Trodena                   |                   | 10         |
| Tschavallatschbach | Lichtenberger Graben                   | rio di Cavallaccio            |                   | 10         |
| Tschenglser Bach   |                                        | rio di Cengles                |                   | 8          |
| Valler Bach        | Valser Bach                            | rio di Valles                 |                   | 18         |
| Vigilbach          | St.-Vigil-Bach                         | rio di S. Vigilio             | rü d’Al Plan      | 22         |
| Villnößer Bach     |                                        | rio Funes                     |                   | 16         |
| Waltner Bach       | Wanser Bach                            | rio di Valtina                |                   | 11         |
| Weißenbach         |                                        | rio Bianco                    |                   | 10         |
| Wielenbach         |                                        | rio di Vila                   |                   | 14         |
| Zielbach           |                                        | rio di Tel                    |                   | 10         |